# Damernas åtta med styrman i rodd vid olympiska sommarspelen 2012
Damernas åtta med styrman i rodd vid olympiska sommarspelen 2012 avgjordes mellan den 29 juli och 2 augusti 2012.

## Medaljörer
| Gren             | Guld | Silver | Brons |
| Åtta med styrman | Erin Cafaro Susan Francia Esther Lofgren Taylor Ritzel Meghan Musnicki Elle Logan Caroline Lind Caryn Davies Mary Whipple USA | Janine Hanson Rachelle Viinberg Krista Guloien Lauren Wilkinson Natalie Mastracci Ashley Brzozowicz Darcy Marquardt Andréanne Morin Lesley Thompson Kanada | Jacobine Veenhoven Nienke Kingma Chantal Achterberg Sytske de Groot Roline Repelaer van Driel Claudia Belderbos Carline Bouw Annemiek de Haan Anne Schellekens Nederländerna |

## Resultat

### Heat

#### Heat 1
| Placering | Roddare                                                                            | Land           | Tid     | Noteringar |
| --------- | ---------------------------------------------------------------------------------- | -------------- | ------- | ---------- |
| 1         | Cafaro, Francia, Lofgren, Ritzel, Musnicki, Logan, Lind, Davies, Whipple           | USA            | 6:14,68 | Q          |
| 2         | Vermeersch, Chatterton, Selby Smith, Cook, Gerrand, Hagan, Kehoe, Stanley, Patrick | Australien     | 6:20,89 | R          |
| 3         | Whitlam, Reeve, Eddie, Maguire, Page, Vernon, Greves, Thornley, O'Connor           | Storbritannien | 6:23,51 | R          |
| 4         | Schütte, Lepke, Schulze, Thiem, Sennewald, Drygalla, Marchand, Siering, Schwensen  | Tyskland       | 6:34,32 | R          |

#### Heat 2
| Placering | Roddare                                                                                            | Land          | Tid     | Noteringar |
| --------- | -------------------------------------------------------------------------------------------------- | ------------- | ------- | ---------- |
| 1         | Hanson, Viinberg, Guloien, Wilkinson, Mastracci, Brzozowicz, Marquardt, Morin, Thompson-Willie     | Kanada        | 6:13,91 | Q          |
| 2         | Cogianu, Albu, Grigoraș, Dorneanu, Lupașcu, Mironcic, Cojocariu, Rotaru, Gidoiu                    | Rumänien      | 6:16,61 | R          |
| 3         | Veenhoven, Kingma, Achterberg, de Groot, Repelaer van Driel, Belderbos, Bouw, de Haan, Schellekens | Nederländerna | 6:18,98 | R          |

### Återkval
| Placering | Roddare                                                                                            | Land           | Tid     | Noteringar |
| --------- | -------------------------------------------------------------------------------------------------- | -------------- | ------- | ---------- |
| 1         | Veenhoven, Kingma, Achterberg, de Groot, Repelaer van Driel, Belderbos, Bouw, de Haan, Schellekens | Nederländerna  | 6:15,36 | Q          |
| 2         | Cogianu, Albu, Grigoraș, Dorneanu, Lupașcu, Mironcic, Cojocariu, Rotaru, Gidoiu                    | Rumänien       | 6:16,16 | Q          |
| 3         | Vermeersch, Chatterton, Selby Smith, Cook, Gerrand, Hagan, Kehoe, Stanley, Patrick                 | Australien     | 6:18,63 | Q          |
| 4         | Whitlam, Reeve, Eddie, Maguire, Page, Vernon, Greves, Thornley, O'Connor                           | Storbritannien | 6:21,58 | Q          |
| 5         | Schütte, Lepke, Schulze, Thiem, Sennewald, Drygalla, Marchand, Siering, Schwensen                  | Tyskland       | 6:27,69 |            |

### Final
| Placering | Roddare                                                                                            | Land           | Tid     | Noteringar |
| --------- | -------------------------------------------------------------------------------------------------- | -------------- | ------- | ---------- |
| 1         | Cafaro, Francia, Lofgren, Ritzel, Musnicki, Logan, Lind, Davies, Whipple                           | USA            | 6:10,59 |            |
| 2         | Hanson, Viinberg, Guloien, Wilkinson, Mastracci, Brzozowicz, Marquardt, Morin, Thompson-Willie     | Kanada         | 6:12,06 |            |
| 3         | Veenhoven, Kingma, Achterberg, de Groot, Repelaer van Driel, Belderbos, Bouw, de Haan, Schellekens | Nederländerna  | 6:13,12 |            |
| 4         | Cogianu, Albu, Grigoraș, Dorneanu, Lupașcu, Mironcic, Cojocariu, Rotaru, Gidoiu                    | Rumänien       | 6:17,64 |            |
| 5         | Whitlam, Reeve, Eddie, Maguire, Page, Vernon, Greves, Thornley, O'Connor                           | Storbritannien | 6:18,77 |            |
| 6         | Vermeersch, Chatterton, Selby Smith, Cook, Gerrand, Hagan, Kehoe, Stanley, Patrick                 | Australien     | 6:18,86 |            |